# Zennebō Shōkū
Zennebō Shōkū (jap. 証空 善慧房 Shōkū Zennebō; ur. 30 listopada 1177, zm. 24 grudnia 1247) – mnich buddyjski związany ze szkołą Jōdo-shū. Założyciel odłamu Seizan-ha (西山派).

## Biografia
Urodził się w Kioto. Był najstarszym synem pana Kaga i adoptowanym synem ministra rządu Michichiki Kogi.
W 1190 r., gdy miał 14 lat, został uczniem Hōnena i był nim przez 23 lata. Przestudiował ogromną ilość pism związanych z Czystą Krainą, poczynając od Komentarza do "Sutry medytacji" napisanego przez Shantao.
Przyjął także wskazania mahajany i studiował doktryny innych szkół u najwybitniejszych nauczycieli. W 1198 r. pomógł Hōnenowi w kompilacyjnej pracy nad dziełem Zbiór fragmentów o Pierwotnym ślubowaniu i nembutsu. W następnym roku wygłosił wykład na ten temat w klasztorze Hōnena i w rezydencji Kanezane Kujō.
W 1207 r. skazany został na zesłanie, jednak zamiast tego został powierzony słynnemu kapłanowi szkoły tendai - Jienowi (1155–1225). Studiował ezoteryczne nurty w szkole tendai. Oprócz tego studiował doktrynę shingon.
Przez jakiś czas był także uczniem Jōhena (1166-1224), ucznia Hōnena. Jōhen był 12 opatem klasztoru Eikan-dō (永観堂), znanego także jako Zenrin-ji (禅林寺). Był zarazem pierwszym wyznawcą szkoły Jōdo na tym stanowisku. 13 opatem tego klasztoru został Shōkū, 14 opatem - uczeń Shōkū - Shōon (1201-1271), który sprawił, że klasztor ten stał się formalnie związany ze szkołą Czystej Krainy.
W 1213 r. Jien przekazał mu świątynię Ōjō w Nishiyamie, w której Shōkū zamieszkał. Jego odłam Jōdo-shū został nazwany seizan, a jest to sino-japońskie czytanie znaków tworzących słowo Nishiyama. Shōkū prowadził tam cały szereg różnorodnych praktyk, takich jak nieustanne śpiewanie nembutsu, ceremonie poświęcone buddzie Amidzie (6-krotnie każdego dnia), formalne dyskusje. Oprócz tego wkładał wiele wysiłku w szerzenie nauk Czystej Krainy. Jego nauczanie było mocno związane z doktryną tendai i miało dość arystokratyczny charakter. Zapewne to przyczyniło się do tego, że nie został zesłany w 1227 r..
Obecnie główną siedzibą seizan jest klasztor Kōmyō w miejscowości Ao.

## Szkoła Jōdo
- Eikū (zm. 1179)
  - Hōnen (1133-1212)
    - Seikambō Genchi (1183-1238)
    - Jōhen (1166-1224)
    - Gyōkū (bd)
    - Junsai (zm. 1207)
    - Jūren (zm. 1207)
    - Shoshinbō Tankū (1176–1253)
    - Zennebō Shōkū (1177-1247) podszkoła seizan
      - Jitsudo (bd)
      - Shoe (bd)
      - Yūkan (bd)
      - Shōju (bd)
      - Ryūshin (bd)
        - Kenni (1238-1304)

      - Shōon (1201-1271)
      - Shōtatsu (bd)
        - Ippen (1239-1289) założyciel szkoły ji
          - Sōshun (bd)
          - Shōkai (bd)
          - Taa (1237-1319)

    - Kakumyōbō Chōsai (1184–1266) podszkoła Kuhon-ji
      - Kakushin (bd)
      - Rien (bd)

    - Shōkōbō Benchō (1162–1238) podszkoła chinzei
      - Nen’a Ryōchū (1199)-1287)
        - Jishin (bd)
        - Dōkō (bd)
        - Ryōkyō (1251-1328)
        - Gyōbin

    - Jōkakubō Kōsai (1163–1247) podszkoła ichinengi
    - Ryūkan (1148–1227) podszkoła Chōraku-ji
    - Seikambō Genchi (1183-1239)
      - Renjakubō (bd)

    - Hōrembō Shinkū (1145-1228)
    - Shinran (1173-1263) założyciel szkoły Jōdo-shinshū